# Arrondissement Vierzon
Arrondissement Vierzon (fr. Arrondissement de Vierzon) je správní územní jednotka ležící v departementu Cher a regionu Centre-Val de Loire ve Francii. Člení se dále na osm kantonů a 43 obce.

## Kantony
- Argent-sur-Sauldre
- Aubigny-sur-Nère
- La Chapelle-d'Angillon
- Graçay
- Lury-sur-Arnon
- Mehun-sur-Yèvre
- Vierzon-1
- Vierzon-2